# Ирска на Европском првенству у атлетици у дворани 1971.
Ирска је учествовала на 2. Европском првенству у атлетици у дворани 1971. одржаном у Софији, 13. и 14. марта. Репрезентацију Ирске у њеном другом учешћу на европским првенствима у дворани представљао је 2 спортиста (1 мушкрац и 1 жена) који су се такмичили у 2 дисциплине 1 мушка и 1 женска.
На овом првенству Ирска није освојила ниједну медаљу.
У табели успешности (према броју и пласману такмичара који су учествовали у финалним такмичењима (првих 8 такмичара) Ирска је са једним учесником у финалу заузела последње 21 место са 3 бода,. На првенству су учествовале 23 земаље чланица ЕАА. Једино Турска и Данска нису имала представника у финалу.
| Плас. | Земља | 1. место | 2. место | 3. место | 4. место | 5. место | 6. место | 7. место | 8. место | Бр. финал. - Бод. |
| ----- | ----- | -------- | -------- | -------- | -------- | -------- | -------- | -------- | -------- | ----------------- |
| 21.   | Ирска | −        | −        | −        | −        | −        | 1 − 3    | −        | −        | 1 − 3             |

## Резултати

### Мушкарци
| Атлетичар   | Дисциплина | Лични рекорд | Квалификације | Квалификације  | Полуфинале | Полуфинале | Финале   | Финале  | Детаљи |
| Атлетичар   | Дисциплина | Лични рекорд | Резултат      | Место          | Резултат   | Место      | Резултат | Место   | Детаљи |
| ----------- | ---------- | ------------ | ------------- | -------------- | ---------- | ---------- | -------- | ------- | ------ |
| Френк Марфи | 1.500 м    | 3:39.51 НРд  | 3:46,2        | 2 у гр. 4 (КВ) |            |            | 3:44,3   | 6. / 24 |        |

## Резултати

### Жене
| Атлетичар | Дисциплина | Лични рекорд | Квалификације | Квалификације | Полуфинале | Полуфинале | Финале                | Финале  | Детаљи |
| Атлетичар | Дисциплина | Лични рекорд | Резултат      | Место         | Резултат   | Место      | Резултат              | Место   | Детаљи |
| --------- | ---------- | ------------ | ------------- | ------------- | ---------- | ---------- | --------------------- | ------- | ------ |
| Клер Велш | 800 м      |              | 2:07,4        | 3. у гр. 1    |            |            | Није се квалификовала | 7. / 14 |        |

## Биланс медаља Ирске после 2. Европског првенства у дворани 1970—1971.
|     | ЕП     |   |   |   |   | УП   |
| 1.  | 1970.  | 0 | 1 | 0 | 1 | =10  |
| 2.  | 1971.  | 0 | 0 | 0 | 0 | =14. |
| 1-2 | Укупно | 0 | 1 | 0 | 1 | =14. |
| --- | ------ | - | - | - | - | ---- |

|                                        | ЕП                                     |                                        |                                        |                                        |                                        |                                        |
| Није било вишеструких освајача медаља. | Није било вишеструких освајача медаља. | Није било вишеструких освајача медаља. | Није било вишеструких освајача медаља. | Није било вишеструких освајача медаља. | Није било вишеструких освајача медаља. | Није било вишеструких освајача медаља. |
| -------------------------------------- | -------------------------------------- | -------------------------------------- | -------------------------------------- | -------------------------------------- | -------------------------------------- | -------------------------------------- |

## Ирски освајачи медаља после 2. Европског првенства 1970—1971.
|    | Атлетичар/ка | м | ж | ЕП       | Дисциплина |   |   |   | \| |
| -- | ------------ | - | - | -------- | ---------- | - | - | - | -- |
| 1. | Френк Марфи  | м |   | 1970.    | 1.500 м    |   |   |   |    |
|    | Укупно       | 1 | 0 | 1970—71. |            | 0 | 1 | 0 | 1  |